# Tabayo 1
Tabayo este o comună din departamentul Guéyo, regiunea Bas-Sassandra, Coasta de Fildeș.